# S1 Scout Car
La S1 Scout Car (American) era un veicolo corazzato prodotto in Australia, per l'United States Army Air Force durante la seconda guerra mondiale.
Nel 1942 l'USAAF emanò una richiesta per l'acquisizione di un veicolo corazzato da utilizzare nel pattugliamento e nella difesa degli aeroporti. Ne derivò la S1 che utilizzava il telaio dell'autocarro CMP Ford F15 4×2. Su questo venne montato uno scafo corazzato che nelle forme ricordava quello della M3 Scout Car. L'armamento era costituito da una mitragliatrice Browning M2 da 12,7 mme due mitragliatrici Browning M1919A1 da 7,62 mm, montate su pattini che potevano scorrere lungo lo scafo stesso. L'equipaggio era composto da cinque persone. Ne verranno costruiti 40 esemplari, dei quali uno su scafo F15A con trazione integrale.